# Andreas Kraus (Ministerialbeamter)
Andreas Kraus (* 1979) ist ein deutscher politischer Beamter. Ab September 2025 wird er Staatssekretär für Klimaschutz und Umwelt in der Berliner Senatsverwaltung für Mobilität, Verkehr, Klimaschutz und Umwelt.

## Leben
Kraus studierte ab 1999 Stadt- Regionalplanung an der Technischen Universität Berlin. 2004 schloss er das Studium als Diplom-Ingenieur ab. Von 2005 bis 2007 war er als wissenschaftlicher Mitarbeiter des Bundestagsabgeordneten Matthias Wissmann (CDU) tätig. Von 2007 bis 2008 war er Leiter der Pressestelle des Verbands der Automobilindustrie. Von 2009 bis 2017 war er Leiter der Konzernrepräsentanz der Prüfgesellschaft Dekra. Von 2017 bis 2018 leitete er das Berliner Büro von Ericsson. 2018 gründete er eine die Politikberatungsfirma politik + strategie, die überwiegend im Bereich Verkehrspolitik aktiv war. Der Geschäftsbetrieb wurde im August 2025 eingestellt.
Zum 1. September 2025 übernimmt Kraus des Staatssekretärs für Klimaschutz und Umwelt in der Berliner Senatsverwaltung für Mobilität, Verkehr, Klimaschutz und Umwelt.
Er ist Mitglied der katholischen Studentenverbindungen KAV Suevia Berlin (seit 1999) und KDStV Rheno-Franconia München, beide im CV, sowie der KÖStV Aargau Wien im ÖCV.